# Mongol halálféreg

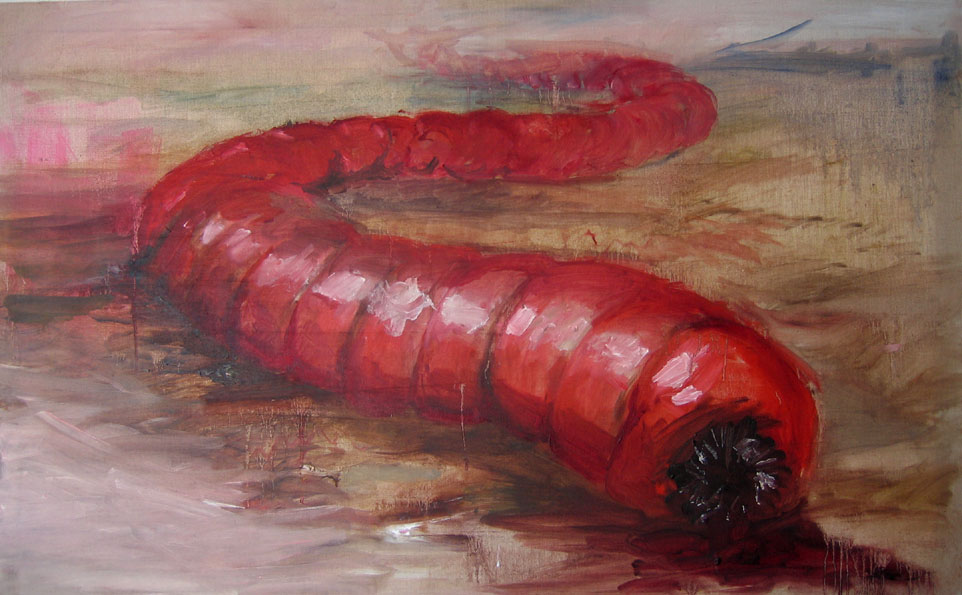
A mongol halálféreg Pieter Dirkx belga festő ábrázolásában

Mongol halálféreg (Олгой хорхой) a mongolok rettegett és feltételezett szörnye.
Bizonyos feltevések szerint a Góbi-sivatag perzselő homokja alatt ólálkodik egy lény, amitől a mongolok úgy félnek, hogy még a nevét sem merik kimondani. Ha mégis nevén nevezik, azt mondják: Allghoi khorkhoi, ami annyit tesz, hogy bélféreg, ugyanis ez a kövér, vörös és halálos kígyószerű szörnyeteg fölöttébb hasonlatos a tehén belső szerveihez. A hatalmas féreg, amelynek hossza jóval meghaladja az egy métert is, szemvillanásnyi idő alatt képes gyilkolni. Hogy miként végez áldozataival, senki sem tudja. Vannak, akik úgy hiszik, hogy halálos méreganyagot bocsát ki magából, mások azt állítják, hogy elektromos áramütést mér a zsákmányra. Bárhogy is öl, Nyugaton általában a mongol halálféreg néven emlegetik. A mongol nomádok úgy hiszik, hogy hatalmas féreg valamilyen savas anyaggal pusztít, ami sárgás-rozsdás színűvé változtat mindent. A legendák szerint az állat úgy támad, hogy félig kiemelkedik a földből, felfújódik, míg szét nem robban, és a halálos méreg beborítja a szerencsétlen áldozatot. A méreg olyan veszedelmes, hogy az áldozat nyomban meghal.
Mivel 1990-ig Mongólia a szovjet érdekszférába tartozott, a Nyugat keveset tudott a halálféregről. Az utóbbi években a kutatóknak lehetősége nyílt arra, hogy a féreg létezését igazoló bizonyítékokat keressenek. Ivan Mackerle, a Loch Ness-i szörny rejtélyét kutatók egyik vezetője, mélyrehatóan tanulmányozta a vidéket, és sok mongol emberrel elbeszélgetett a féregről. Mivel rendkívül sokan számoltak be arról, hogy látták a férget, és számos különös haláleset történt, Mackerle végül arra  végkövetkeztetésre jutott, hogy a halálféreg több puszta legendánál. A szakértők úgy vélekednek, hogy nem lehet igazi féreg, mert a Góbi sivatag túlzottan meleg vidék, semmilyen gyűrűsféreg nem élne meg ott. Az a vélemény is megfogalmazódott, hogy a titokzatos kreatúra esetleg egy szkink, de a szkinknek pikkelyes bőre és kis lába van, a szemtanúk, viszont egyértelműen azt állították, hogy a féregnek csupasz a teste és nincs lába. A legvalószínűbb magyarázatnak az tűnik, hogy valamiféle mérges kígyó okozta a haláleseteket. Bár a mongol embereknek mély meggyőződése, hogy a veszedelmes lény nem más, mint a halálféreg, több évi kutatómunka szükséges ahhoz, hogy a világ tudományos közössége számára is meggyőző bizonyítékok álljanak rendelkezésre.